# Редефин
Редефин (нем. Redefin) — община в Германии, в земле Мекленбург-Передняя Померания.
Входит в состав района Людвигслуст. Подчиняется управлению Хагенов-Ланд.  Население составляет 549 человек (на 31 декабря 2010 года). Занимает площадь 17,74 км².